# Canton de Salles-sur-l'Hers

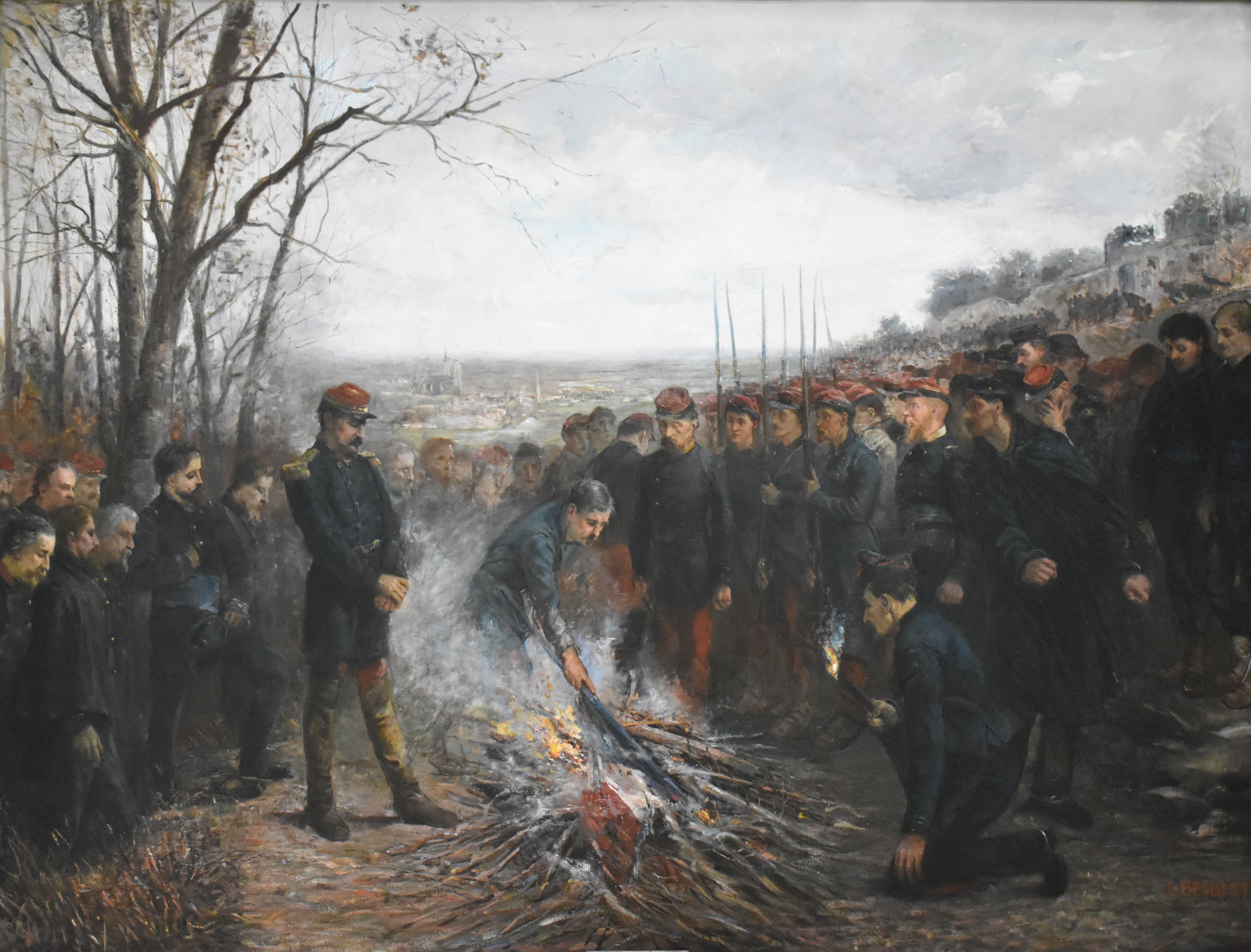
Ferdinand-Auguste Lapasset (1817-1875) conseiller général de 1867 à 1871.

Le canton de Salles-sur-l'Hers est une ancienne division administrative française située dans le département de l'Aude.

## Géographie
Ce canton était organisé autour de Salles-sur-l'Hers dans l'arrondissement de Carcassonne. Son altitude variait de 189 m (Saint-Michel-de-Lanès) à 362 m (Payra-sur-l'Hers) pour une altitude moyenne de 249 m.

## Représentation

### Conseillers généraux de 1833 à 2015
| Période       | Période      | Identité                                | Étiquette             | Qualité |
| ------------- | ------------ | --------------------------------------- | --------------------- | --- |
| 1833          | 1848         | Germain Ardène (1791→1875)              |                       | Propriétaire Ancien maire de Saint-Michel-de-Lanès |
| 1848          | 1852         | Joseph Gonzalve Léon d'Exéa (1809-1898) |                       | Ancien élève de La Flèche et de Saint-Cyr Propriétaire à Payra |
| 1852          | 1867         | Paul-Marie Sol                          |                       | Colonel d'état-major, Marquein |
| 1867          | 1871         | Ferdinand-Auguste Lapasset              |                       | Général de brigade |
| 1871          | 1889         | Pierre-Louis Beraldi                    | Droite                | Fonctionnaire au Ministère de la Marine Maire de Montauriol Sénateur de l'Aude (1876→1885) |
| 1889          | 1898 (décès) | Georges Adrien Sol de Marquein          | Droite                | Ancien officier Propriétaire à Marquein |
| 1898          | 1907         | Arthur de Carvailhès                    | Droite                | Propriétaire à Saint-Michel-de-Lanès Ancien conseiller d'arrondissement |
| 1907          | 1940         | Jacques Guilhem                         | Rad.                  | Docteur en Médecine Maire de Saint-Michel-de-Lanès Président de la Chambre d'agriculture Président de la Fédération du Midi des producteurs de blé Président de l'office agricole Sénateur de l'Aude (1937→1945) Membre de la Commission administrative de l'Aude (1941→1942) Nommé conseiller départemental en 1942 |
|               |              |                                         |                       | |
| 1945          | 1955         | Jean Laffont                            | Rad.                  | Vétérinaire |
| 1955          | 1965 (décès) | Paul Dimeur (1896→1965)                 | SFIO                  | |
| 25 avril 1965 | 1985         | Marius Gleizes (1938→2008)              | SFIO puis PS puis DVG | Maire de Salles-sur-l'Hers |
| 1985          | 2015         | Michel Brousse                          | PS                    | Chef d'entreprise Maire de Salles-sur-l'Hers (1988→2020) Vice-Président du Conseil Général |

### Conseillers d'arrondissement (de 1833 à 1940)
Le canton de Salles-sur-l'Hers appartenait à l'arrondissement de Castelnaudary jusqu'à sa disparition en 1926.
| Période                                  | Période | Identité                                          | Étiquette    | Qualité |
| ---------------------------------------- | ------- | ------------------------------------------------- | ------------ | --- |
| 1833                                     | 1839    | Guillaume Alquier                                 |              | Propriétaire à Salles-sur-l'Hers                                                                            |
| 1839                                     | 1848    | Sylvain Maublat                                   |              | Propriétaire à Salles-sur-l'Hers, adjoint au maire de Castelnaudary                                         |
|                                          |         |                                                   |              | |
| 1883                                     | 1889    | Alban Armengaud                                   | Républicain  | Propriétaire Maire de Marquein                                                                              |
| 1889                                     | 1895    | Arthur de Carvailhès                              | Droite       | Propriétaire à Saint-Michel-de-Lanès                                                                        |
| 1895                                     | 1898    | Marie-Charles-Etienne-Roger de Mondini            | Conservateur | Propriétaire rentier Maire de Mézerville                                                                    |
| 1898                                     |         | Adolphe d'Exéa (1848-1922, fils de Joseph d'Exéa) | Conservateur | Propriétaire Maire de Payra                                                                                 |
|                                          |         |                                                   |              | |
| 1919                                     | 1940    | Louis Coural (1888-1963)                          | Radical      | Vétérinaire à Salles-sur-l'Hers                                                                             |
| 1940                                     |         |                                                   |              | Les conseils d'arrondissement ont été suspendus par la loi du 12 octobre 1940 et n'ont jamais été réactivés |
| Les données manquantes sont à compléter. |         |                                                   |              | |

## Composition
Le canton de Salles-sur-l'Hers regroupait quatorze communes. 
| Nom                           | Code Insee | Intercommunalité                  | Superficie (km2) | Population (dernière pop. légale) | Densité (hab./km2) |
| ----------------------------- | ---------- | --------------------------------- | ---------------- | --------------------------------- | ------------------ |
| Salles-sur-l'Hers (chef-lieu) | 11371      | CC Castelnaudary Lauragais Audois | 19,31            | 695 (2014)                        | 36                 |
| Baraigne                      | 11026      | CC Castelnaudary Lauragais Audois | 4,76             | 172 (2014)                        | 36                 |
| Belflou                       | 11030      | CC Castelnaudary Lauragais Audois | 8,93             | 129 (2014)                        | 14                 |
| Cumiès                        | 11114      | CC Castelnaudary Lauragais Audois | 3,92             | 36 (2014)                         | 9,2                |
| Fajac-la-Relenque             | 11134      | CC Castelnaudary Lauragais Audois | 3,51             | 49 (2014)                         | 14                 |
| Gourvieille                   | 11166      | CC Castelnaudary Lauragais Audois | 3,09             | 63 (2014)                         | 20                 |
| La Louvière-Lauragais         | 11208      | CC Castelnaudary Lauragais Audois | 6,25             | 79 (2014)                         | 13                 |
| Marquein                      | 11218      | CC Castelnaudary Lauragais Audois | 5,49             | 77 (2014)                         | 14                 |
| Mézerville                    | 11231      | CC Castelnaudary Lauragais Audois | 7,30             | 91 (2014)                         | 12                 |
| Molleville                    | 11238      | CC Castelnaudary Lauragais Audois | 3,59             | 114 (2014)                        | 32                 |
| Montauriol                    | 11239      | CC Castelnaudary Lauragais Audois | 8,47             | 85 (2014)                         | 10                 |
| Payra-sur-l'Hers              | 11275      | CC Castelnaudary Lauragais Audois | 24,52            | 188 (2014)                        | 7,7                |
| Sainte-Camelle                | 11334      | CC Castelnaudary Lauragais Audois | 9,52             | 118 (2014)                        | 12                 |
| Saint-Michel-de-Lanès         | 11359      | CC Castelnaudary Lauragais Audois | 13,03            | 438 (2014)                        | 34                 |

## Démographie
| 1962  | 1968  | 1975  | 1982  | 1990  | 1999  | 2006  | 2011  | 2012  |
| ----- | ----- | ----- | ----- | ----- | ----- | ----- | ----- | ----- |
| 2 265 | 2 027 | 1 777 | 1 709 | 1 621 | 1 814 | 1 948 | 2 126 | 2 176 |